# Dan Harding
Daniel Andrew Harding (Gloucester, 23 dicembre 1983) è un ex calciatore inglese, di ruolo difensore.

## Caratteristiche tecniche
Nasce come terzino sinistro, ma nel corso della carriera è stato impiegato anche a centrocampo e sulla corsia opposta.

## Carriera
Nel gennaio del 2015 il Nottingham Forest lo cede in prestito fino al termine della stagione al Millwall.